# Helgolands fågelstation

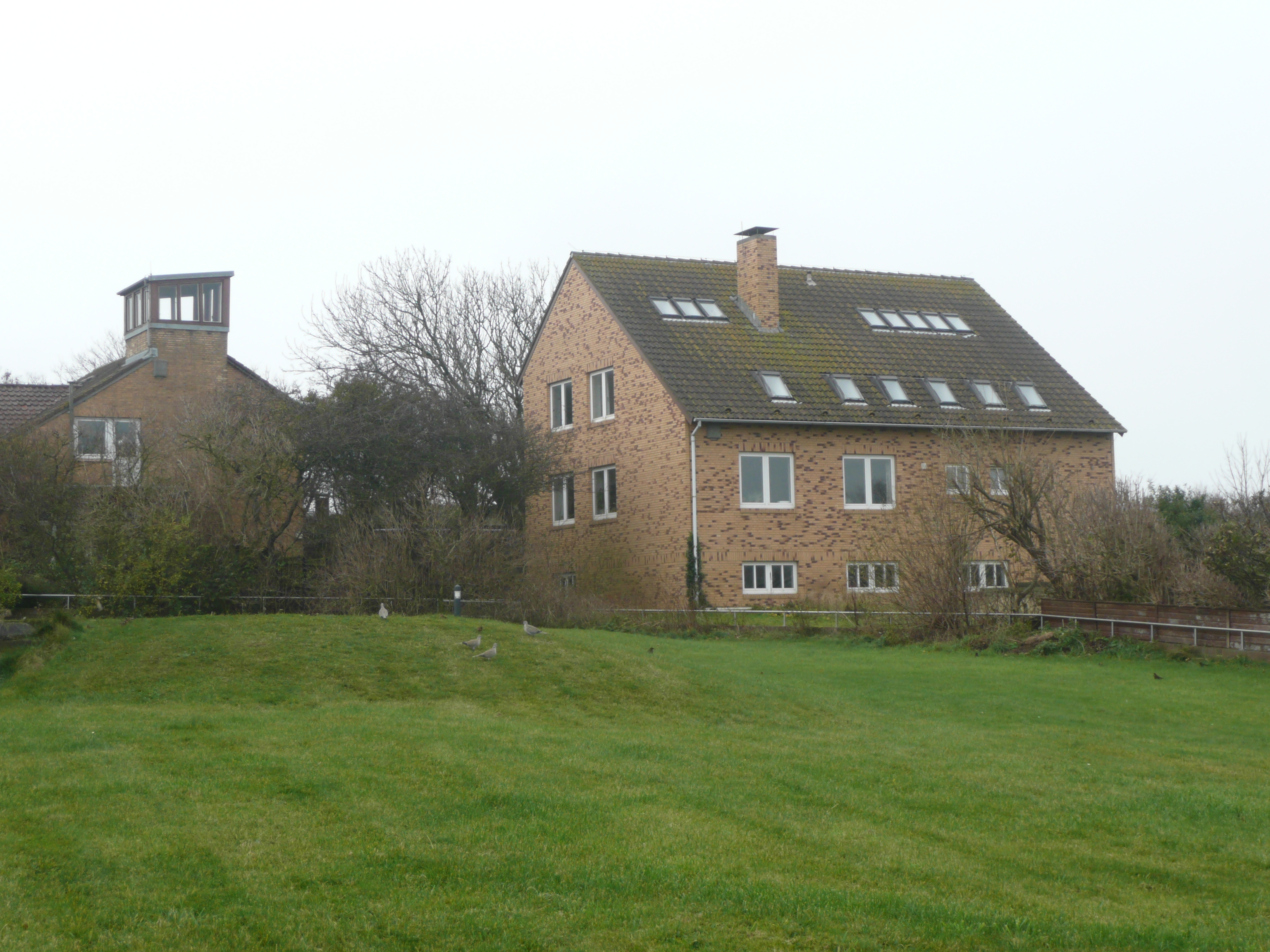
Helgolands fågelstation.

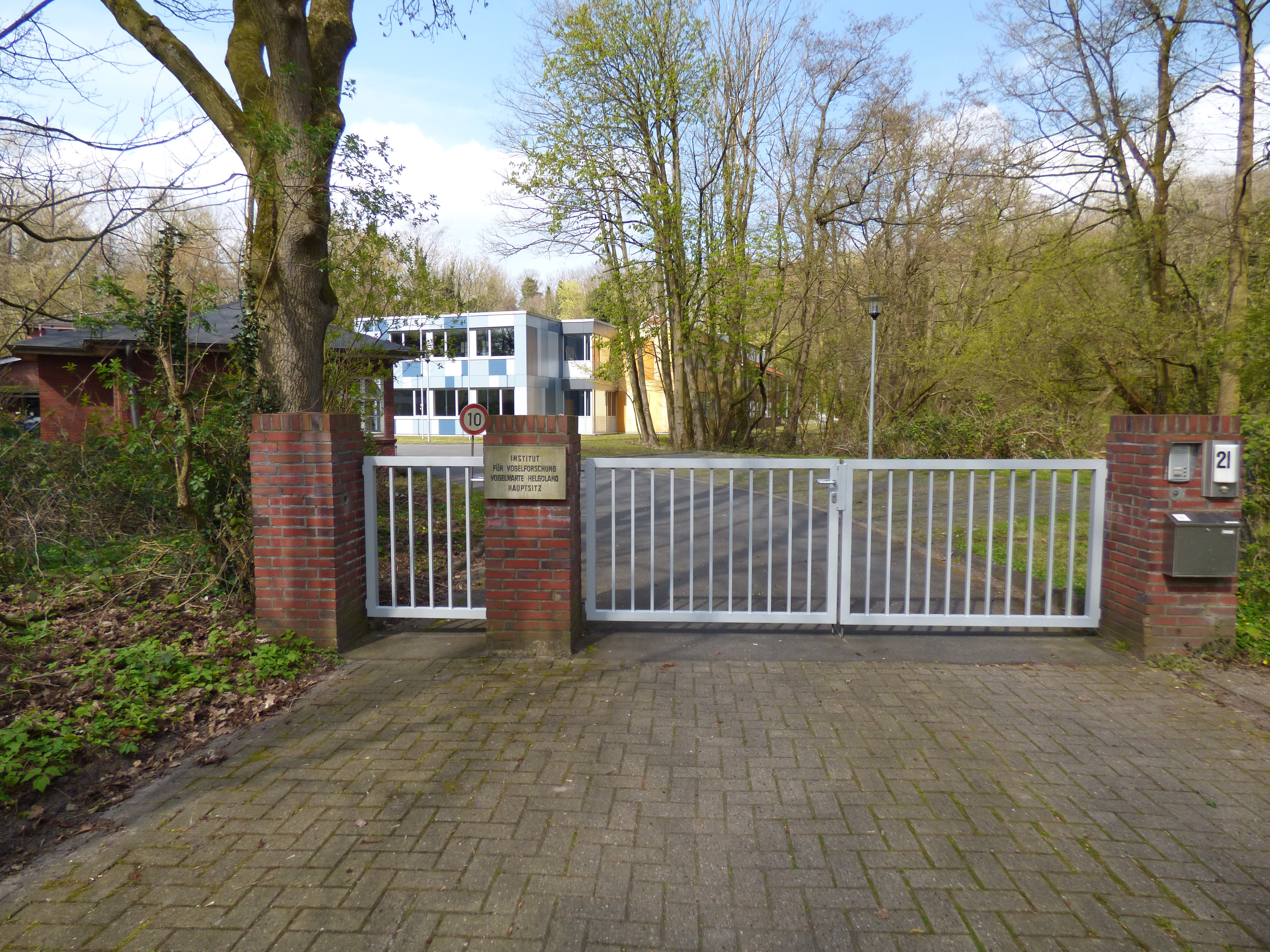
Entrén till institutet i Wilhelmshaven, som även är ansvarigt för ringmärkning i hela nordvästra Tyskland.

Helgolands fågelstation är en av världens första ornitologiska fågelstationer. Den drivs av Ornithologische Arbeitsgemeinschaft Helgoland,  en ideell organisation grundad 1891 för forskning om fågelfaunan på Helgoland.

## Verksamhet
Fågelstationens huvudsakliga fokus ligger på sträckräkning och ringmärkning, där över 400 arter har registrerats. Stationen tar fram omfattande årliga rapporter som täcker all forskning som bedrivs vid stationen.

## Historia
Helgoland ligger i en stor flyttväg för fåglar som korsar Nordsjön. I århundraden var både de fåglar som flyttade och de som häckade där en viktig källa till föda för öborna. På 1800-talet blev Helgoland också en källa för samlare till museer.
Ornitologen och konstnären Heinrich Gätke besökte ön första gången 1837, och han flyttade dit permanent 1841 som sekreterare åt den brittiske guvernören.
Han började samla in exemplar av rariteter för både konstnärliga och vetenskapliga ändamål. Han tillbringade större delen av de följande 60 åren med att studera fåglarna på Helgoland.
Gätke myntade termen Vogelwarte. Han skrev 1891 boken Die Vogelwarte Helgoland om sin forskning, med en engelsk översättning publicerad fyra år senare.
Den moderna forskningsstationen etablerades 1910 av Hugo Weigold. Där förekommer systematisk forskning, sträckräkning och ringmärkning med hjälp av Helgolandsfällan som han utvecklade där.
Helgolands fågelstation är numera uppdelad på två enheter. Det är dels fågelstationen på ön, dels forskningsinstitutet i Wilhelmshaven.

## Bilder

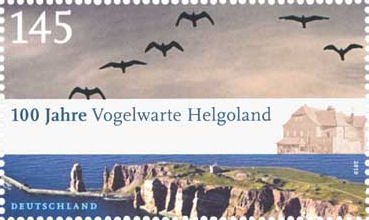
Frimärke för stationens 100-årsjubileum 2010.
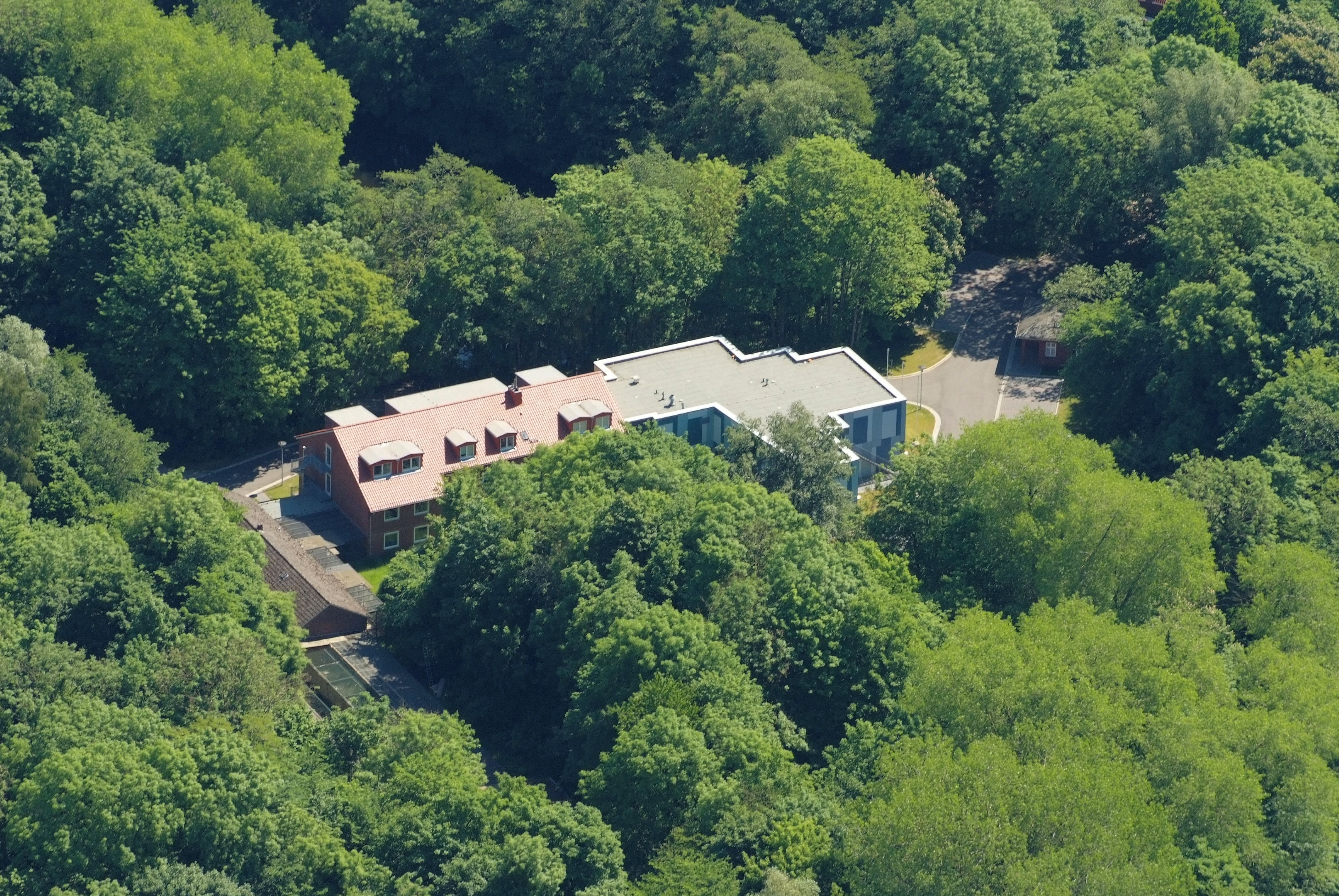
Institutet i Wilhelmshaven.